# Roupala montana

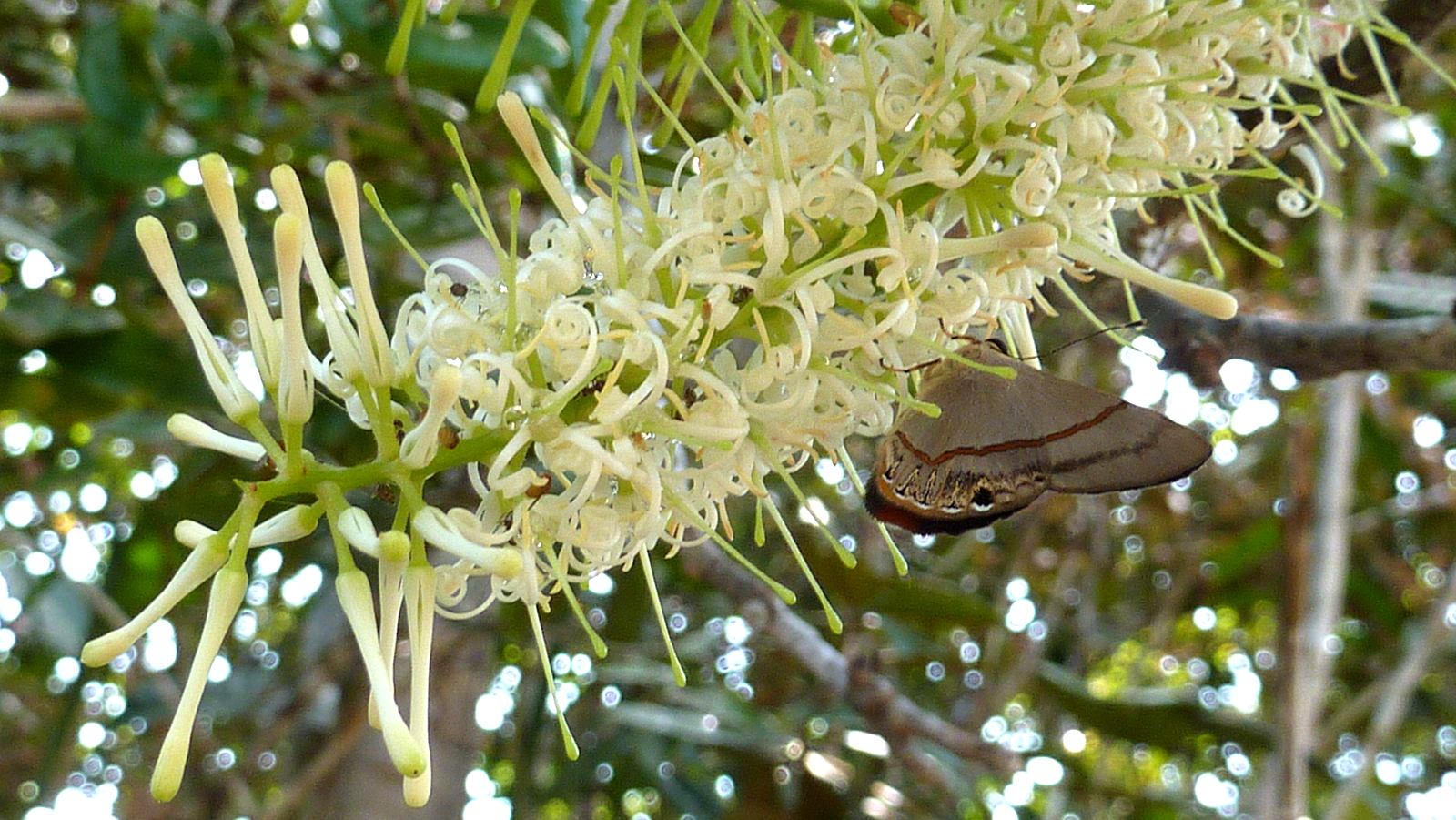
Blütenstand

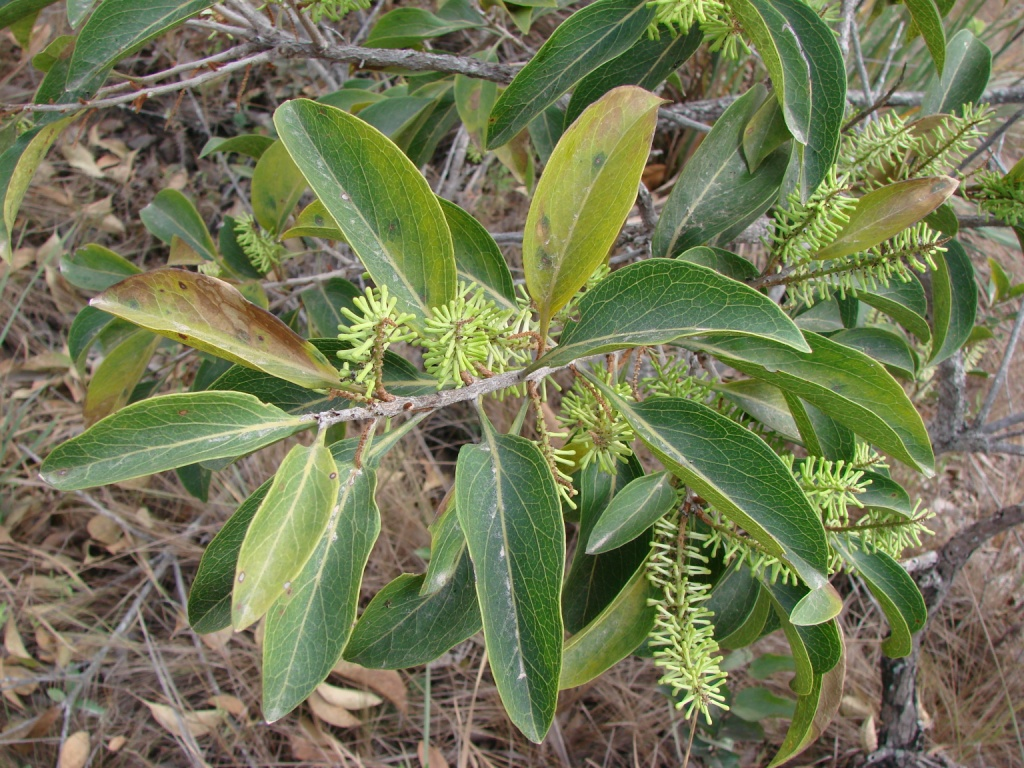
Roupala montana

Roupala montana ist eine Pflanzenart in Familie der Silberbaumgewächse aus dem mittleren bis nördlichen Südamerika bis Zentralamerika und in den Süden Mexikos.

## Beschreibung

### Vegetative Merkmale
Roupala montana wächst als langsamwüchsiger, laubabwerfender Baum bis über 15 Meter hoch, selten bis 25 Meter, oder als Strauch bis zu 10 Meter hoch. Der Stammdurchmesser erreicht bis zu 40–80 Zentimeter. Die mehr oder weniger dicke Borke ist manchmal korkig und bräunlich bis grau, dunkelgrau, sie ist von relativ glatt bis rau bis mehr oder weniger rissig bis schuppig.
Die wechselständigen Laubblätter sind dimorph, die jungen Blätter sind unpaarig gefiedert mit grob gesägten, etwas behaarten Blättchen oder sie sind einfach und gelappt bis geteilt. Die Rhachis und die Blättchen- und Blattstiele sind rinnig. Die älteren Blätter sind einfach, ledrig und gestielt sowie oberseits kahl und unterseits mehr oder weniger behaart. Der rinnige Blattstiel ist 2,2–6,3 Zentimeter lang. Die eiförmigen bis verkehrt-eiförmigen oder elliptischen Blätter sind 5–11 Zentimeter lang und 2,5–7 Zentimeter breit. Der Blattrand ist ganz bis seltener gesägt oder gekerbt, an der Spitze sind die Blätter spitz bis zugespitzt, geschwänzt oder eingebuchtet. Es können an einem Zweig gleichzeitig verschiedene Blattmorphen vorkommen.

### Generative Merkmale
Es werden end- oder achselständige und mehr oder weniger rostig behaarte, falsch traubige, walzliche, bis etwa 8–20 Zentimeter lange, vielblütige Blütenstände gebildet. Die cremefarbenen bis gelblichen, ockerfarbenen oder grün-gelben, vierzähligen, duftenden Blüten stehen paarweise und sind kurz gestielt mit einfacher Blütenhülle, die Kronblätter fehlen. Die Blüten sind von kleinen Tragblättern unterlegt. Die linealischen, mehr oder weniger behaarten und freien, ausgebogenen 4 Kelchblätter mit breiterer Basis sind bis 1 Zentimeter lang. Die fast sitzenden Staubblätter sind etwa mittig an den Kelchblättern angeheftet. Der mehr oder weniger behaarte Fruchtknoten ist oberständig, mit einem langen, konisch-keulenförmigen und kahlen Griffel mit einer Narbe nicht ganz am oberen Ende. Es sind 4 kleine, kahle und fleischige, freie Nektardrüsen ausgebildet.
Es werden kleine, fast kahle und abgeflachte, etwa elliptische, bräunliche Balgfrüchte mit Griffelresten an der Spitze gebildet, die sich zweiklappig öffnen. Sie sind 2,5–4 Zentimeter groß und enthalten zwei geflügelte Samen. Die abgeflachten, dreieckigen Samen sind mit dem papierigen Flügel rundum, elliptisch und bis 2–2,5 Zentimeter lang sowie bis 1 Zentimeter breit.

## Taxonomie
Die Erstbeschreibung erfolgte 1775 durch Jean Baptiste Christophe Fusée Aublet in Histoire des plantes de la Guiane Françoise 1, S. 83. Es sind sehr viele Synonyme wie z. B. Roupala brasiliensis Klotzsch bekannt.
Es werden vier Varietäten unterschieden:
- Roupala montana var. montana
- Roupala montana var. brasiliensis (Klotzsch) K.S.Edwards
- Roupala montana var. impressiuscula (Mez) K.S.Edwards
- Roupala montana var. paraensis (Sleumer) K.S.Edwards

## Verwendung
Das Holz, Perlholz (Lacewood, Leopardwood, Louro Faia, Faeira, Catucaém) ist dekorativ und recht schwer, hart und recht beständig.